# Pelobates syriacus
El sapo de espuelas sirio (Pelobates syriacus) es una especie de anfibio anuro de la familia Pelobatidae.
Habita en el sureste de los Balcanes, Oriente Próximo y Cáucaso: Armenia, Azerbaiyán, Bulgaria, Georgia, Grecia, Irán, Israel, Líbano, Macedonia del Norte, Rumanía, Rusia, Serbia, Siria y Turquía. Se considera extinto en Jordania y se cree que puede también habitar en Albania, Irak, Moldavia y Ucrania.
Sus hábitats naturales son los bosques, las estepas y las zonas rocosas.
Aunque no es una especie común, se conocen grandes poblaciones.